# Somatidia capillosa
Somatidia capillosa là một loài bọ cánh cứng trong họ Cerambycidae.